# Lawrence Montaigne
Pour les articles homonymes, voir Montaigne (homonymie).
Lawrence Montaigne est un acteur et scénariste américain, né le 26 février 1931 à New York (État de New York), mort le 17 mars 2017 à Henderson (Nevada).

## Filmographie

### Acteur

#### Au cinéma
- 1959 : Amud Ha'Esh
- 1960 : Rapina al quartiere Ovest
- 1960 : Mobby Jackson
- 1962 : Les Guérilleros (I Briganti italiani) : O Prevete
- 1962 : Le Tyran de Syracuse (Damon and Pythias) de Curtis Bernhardt : Flûtiste
- 1963 : Capitaine Sinbad
- 1963 : La Grande Évasion (The Great Escape) de John Sturges : Haynes
- 1965 : Synanon (en) : le Grec
- 1967 : Tobrouk, commando pour l'enfer (Tobruk) d'Arthur Hiller : Officier italien
- 1968 : La Guerre des cerveaux (The Power) de Byron Haskin : Briggs
- 1970 : The Psycho Lover : Kenneth Alden
- 1975 : La Montagne ensorcelée (Escape to Witch Mountain) de John Hough : Ubermann
- 1975 : La trahison se paie cash (Framed) : Député Allison
- 1977 : Young Lady Chatterley (en) : Carl (chauffeur)
- 1980 : Faut pas pousser (Chissà perché... capitano tutte a me) de Michele Lupo : un militaire
- 1981 : La Ferme de la terreur (Deadly Blessing) de Wes Craven : Matthew Gluntz
- 1988 : Dakota : Mr. Diamond

#### À la télévision
- 1965 : Papa Schultz : Sergent Steinfeld (# Saison 1, Episode 9)
- 1966 : Star Trek (série) épisode Zone de terreur : Decius
- 1967 : Star Trek (série) épisode Le Mal du pays : Stonn
- 1974 : The Underground Man : Leo Broadhurst
- 1980 : The Ordeal of Dr. Mudd : Juge Holt
- 1984 : L'Amour brisé (License to Kill)

### Scénariste
- 1978 : The Million Dollar Dixie Deliverance (TV)